# Mega Man X (seria)
Mega Man X (w Japonii Rockman X) – seria gier komputerowych stworzona przez Capcom, rozpoczęta wydaną w 1993 roku grą Mega Man X na konsolę Super Nintendo Entertainment System.

## Seria na konsole stacjonarne
| lp. | Tytuł                       | Platforma                | Rok wydania |
| --- | --------------------------- | ------------------------ | ----------- |
| 1   | Mega Man X                  | SNES, PC                 | 1994        |
| 2   | Mega Man X2                 | SNES                     | 1995        |
| 3   | Mega Man X3                 | SNES, PC PS, Sega Saturn | 1995 1996   |
| 4   | Mega Man X4                 | PS, Sega Saturn PC       | 1997        |
| 5   | Mega Man X5                 | PS, PC                   | 2000        |
| 6   | Mega Man X6                 | PS, PC                   | 2001        |
| 7   | Mega Man X7                 | PS2, PC                  | 2003        |
| 8   | Mega Man X8                 | PS2, PC                  | 2004        |
| 9   | Mega Man X: Command Mission | GameCube, PS2            | 2004        |

## Seria na konsole przenośne
| lp. | Tytuł             | Platforma | Rok wydania                       |
| --- | ----------------- | --------- | --------------------------------- |
| 1   | Mega Man Xtreme   | GBC       | 2000 (Japonia) 2001 (USA, Europa) |
| 2   | Mega Man Xtreme 2 | GBC       | 2001 (Japonia, USA) 2002 (Europa) |